# Cardioglossa elegans
Cardioglossa elegans – gatunek płaza bezogonowego z rodziny artroleptowatych (Arthroleptidae). Zamieszkuje zachodnią część Afryki Środkowej.

## Nazwa
Epitet gatunkowy nazwy tego kręgowca pochodzi z łaciny. Elegans, -ntis oznacza „pełen smaku, przedni, wytworny, piękny, zgrabny”.

## Występowanie
Zwierzę to zamieszkuje południowo-zachodnią część Kamerunu, prawie całe terytorium Gwinei Równikowej (bez wyspy Bioko), a także północno-zachodni i środkowy Gabon. Zasięg występowania tego płaza to szeroki pas stykający się od zachodu z Oceanem Atlantyckim.
Zasiedla tereny głównie nizinne porastane przez wilgotne lasy tropoikalne. Nie pogardza też lasami zdegradowanymi. Występuje do 1000 m n.p.m.

## Rozmnażanie
Jak większość płazów, Cardioglossa elegans wymaga do rozrodu środowiska wodnego. Preferuje niewielkie strumienie, zwłaszcza zaś obfitujące w opadłe liście. Samce zaś zajmują skaliste tereny w pobliżu strumieni, często usadawiają się pod mostami. Wywołują stamtąd osobniki płci przeciwnej.

## Status
W Czerwonej księdze gatunków zagrożonych IUCN płaz ten od 2004 roku klasyfikowany jest jako gatunek najmniejszej troski (LC, ang. Least Concern).
Gatunek określa się jako pospolity. Trend liczebności jego populacji nie jest znany, choć lokalnie zapewne spada ze względu na utratę siedlisk.
Sądzi się, że płaz ten pojawia się w kilku obszarach chronionych.